# Tetraktys (ensemble)
Tetraktys est un ensemble italien spécialisé dans l'interprétation de musique médiévale et Renaissance. Il est fondé dans l'an 2000, par le flûtiste néerlandais Kees Boeke. 

## Histoire
L'ensemble Tetraktys commence en tant que duo avec la soprano Jill Feldman et Kees Boeke. Avec cette formation réduite, ils enregistrent un premier disque, Trecento. Dès lors, l'ensemble devient un quatuor, avec lequel ils enregistrent les deux disques suivants : Guillaume Dufay, Chansons et O tu cara sciença mia musica, ce dernier contenant de la musique originaire du Codex Squarcialupi, une des sources musicales plus importante du Trecento italien. Les disques suivants, Codex Chantilly, l'ensemble a mené une collaboration avec le contreténor Carlos Mena, pour enregistrer l'intégrale des compositions se trouvant dans le Codex  Chantilly, l'un des manuscrits musicaux médiévaux les plus importants, avec des œuvres de l'Ars subtilior.

## Discographie
L'ensemble a enregistré depuis l'origine pour le label Olive Music, cédée ensuite au label hollandais Etcetera.
- 2004 – Trecento (Olive Music 002) (Fiche sur medieval.org)
- 2005 – Guillaume Dufay, Chansons - Jill Feldman, soprano ; Kees Boeke, vielle, flûtes à bec ; Maria Christina Cleary, harpe ; Jane Achtman, vielle (2-4 mai 2004, Olive Music 005 / Etcetera KTC 1903) (Fiche sur medieval.org)
- 2006 – O tu cara sciença mia musica : Œuvres du Codex Squarcialupi. (Olive Music 007). (Fiche sur medieval.org)
- 2008 – Codex Chantilly 1. Avec Carlos Mena. (Etcetera KTC 1900) (Fiche sur medieval.org)
- 2010 – Codex Chantilly 2 (Etcetera KTC 1905) (Fiche sur medieval.org)